# Ian Richard Hargreaves
Ian Richard Hargreaves (ur. 18 czerwca 1951 w Burnley) – brytyjski dziennikarz i profesor Cardiff University.

## Życiorys
Pracował w brytyjskim dziennikarstwie, między innymi w „Financial Times”, „The Independent” i „New Statesman”. W 2012 odznaczony Komandorią Orderu Imperium Brytyjskiego (CBE). W 2015 został współzałożycielem Creative Cardiff, razem z Justinem Lewis.

## Publikacje
- 2003 Journalism: Truth or Dare? Oxford University Press.
- 2005 Journalism - A very short Introduction, Oxford University Press